# Hong Kong (film, 1952)
Pour plus de détails, voir Fiche technique et Distribution.
Hong Kong est un film américain réalisé par Lewis R. Foster.

## Synopsis
Dans la mégalopole de Hong Kong, Jeff Williams, un aventurier sans scrupule tente à tout prix de dérober un bien précieux détenu par un orphelin, mais finit par renoncer pour l'amour d'une belle.

## Fiche technique
- Titre original : Hong Kong
- Réalisation : Lewis R. Foster
- Scénario : Winston Miller, Lewis R. Foster
- Directeur de la photographie : Lionel Lindon
- Montage : Howard A. Smith
- Production : Pine-Thomas Productions / Paramount Pictures
- Format : Couleur (Technicolor) — 1,37:1 — 35 mm — Son mono (Western Electric Recording)
- Genre : Film d'aventure, Film dramatique
- Durée : 94 minutes
- Dates de sortie : 
  - France : 18 avril 1952

## Distribution
- Ronald Reagan : Jeff Williams
- Rhonda Fleming : Victoria Evans
- Nigel Bruce : Mr. Lighton
- Marvin Miller: Tao Liang
- Mary Somerville : Mrs. Lighton
- Lowell Gilmore : Danton
- Claud Allister : Hotel Manager
- Danny Chang : Wei Lin
- Lee Marvin